# Dead Man Walking (David Bowie)
Dead Man Walking is een nummer van de Britse muzikant David Bowie, uitgebracht als de vijfde track op zijn album Earthling uit 1997. Het werd uitgebracht als de derde single van het album en bereikte de 32e plaats in het Verenigd Koninkrijk.
De gitaarriff van het nummer dateert uit 1965, toen Jimmy Page deze aan Bowie gaf tijdens de opames van Bowie's tweede single "I Pity the Fool". Bowie gebruikte het in 1970 al voor het nummer "The Supermen" en gebruikte de riff 27 jaar later opnieuw in "Dead Man Walking".

## Tracklijst
- "Dead Man Walking" geschreven door Bowie en Reeves Gabrels, "I'm Deranged" geschreven door Bowie en Brian Eno, "The Hearts Filthy Lesson" geschreven door Bowie, Eno, Gabrels, Mike Garson, Erdal Kızılçay en Sterling Campbell, "Telling Lies" geschreven door Bowie.

Cd-versie
1. "Dead Man Walking" - 4:01
2. "Dead Man Walking (albumversie)" - 6:50

Cd-versie 1 (Europa)
1. "Dead Man Walking (Moby mix)" - 7:31
2. "Dead Man Walking (albumversie)" - 6:50
3. "I'm Deranged (Jungle mix)" - 7:00

Cd-versie 2 (Europa)
1. "Dead Man Walking (Moby mix)" - 7:31
2. "Dead Man Walking (House mix)" - 6:00
3. "Dead Man Walking (This One's Not Dead Yet Remix)" - 6:28
4. "Dead Man Walking (Vigor Mortis Remix)" - 6:29

Cd-versie 1 (Verenigd Koninkrijk)
1. "Dead Man Walking" - 4:01
2. "I'm Deranged (Jungle mix)" - 7:00
3. "The Hearts Filthy Lesson (Good Karma mix)" - 5:00

Cd-versie 2 (Verenigd Koninkrijk)
1. "Dead Man Walking (albumversie)" - 6:50
2. "Dead Man Walking (Moby mix 1)" - 7:31
3. "Dead Man Walking (House mix)" - 6:00
4. "Dead Man Walking (This One's Not Dead Yet Remix)" - 6:28

Cd-versie (Australië)
1. "Dead Man Walking" - 4:01
2. "Dead Man Walking (Moby mix 1)" - 7:31
3. "Dead Man Walking (House mix)" - 6:00
4. "Dead Man Walking (This One's Not Dead Yet Remix)" - 6:28
5. "Dead Man Walking (Vigor Mortis Remix)" - 6:29

Cd-versie (Japan)
1. "Dead Man Walking" - 4:01
2. "Dead Man Walking (House mix)" - 6:00
3. "Dead Man Walking (This One's Not Dead Yet Remix)" - 6:28
4. "I'm Deranged (Jungle mix)" - 7:00

12"-versie (Verenigd Koninkrijk)
1. "Dead Man Walking (House mix)" - 6:00
2. "Dead Man Walking (Vigor Mortis Remix)" - 6:29
3. "Telling Lies (Paradox mix) - 5:10

12"-versie (Italië)
1. "Dead Man Walking (Moby mix 1)" - 7:31
2. "Dead Man Walking (House mix)" - 6:00
3. "Dead Man Walking (This One's Not Dead Yet Remix)" - 6:28
4. "Dead Man Walking (Vigor Mortis Remix)" - 6:29

## Muzikanten
- David Bowie: zang, samples
- Reeves Gabrels: programmeren, gitaar, achtergrondzang
- Mark Plati: drumloops, elektronische percussie, programmeren, samples
- Gail Ann Dorsey: basgitaar, achtergrondzang
- Zachary Alford: drums
- Mike Garson: keyboard, piano